# Colitis-Crohn Foreningen
Colitis-Crohn Foreningen er en dansk patientforening med cirka 5500 medlemmer , der har til formål at oplyse og støtte forskning inden for morbus Crohn, colitis ulcerosa, mikroskopisk kolit, irritabel tyktarm, galdesyremalabsorption og øvrige tarmsygdomme.
Foreningen blev stiftet 15. marts 1989 og har 9 lokalafdelinger over hele landet (2025). Foreningen støtter forskningen i tarmsygdomme bl.a. gennem uddeling af årlig forskningsstøtte, samt deltagelse i kvalificeringen af forskningsprojekter. Foreningen udgiver informationsmateriale mv. Medlemmerne får 4 gange årligt et medlemsblad, og foreningen. har ansat en socialrådgiver og adskillige KIT-rådgivere tilknyttet, som medlemmer af foreningen kan få rådgivning hos. 
Foreningen er en del af den europæiske sammenslutning EFCCA, der p.t. består af 26 europæiske lande.
Colitis-Crohn Foreningen (CCF) har hovedsæde i Odense, og Jakob Hansen er landsforperson (2025).

## Eksterne kilder og henvisninger
1. ↑  "lidt fakta". Arkiveret fra originalen 26. september 2010. Hentet 30. juni 2012.

- Foreningens hjemmeside